# Baryceros microgaster
Baryceros microgaster là một loài tò vò trong họ Ichneumonidae.